# Cesare Bonivento

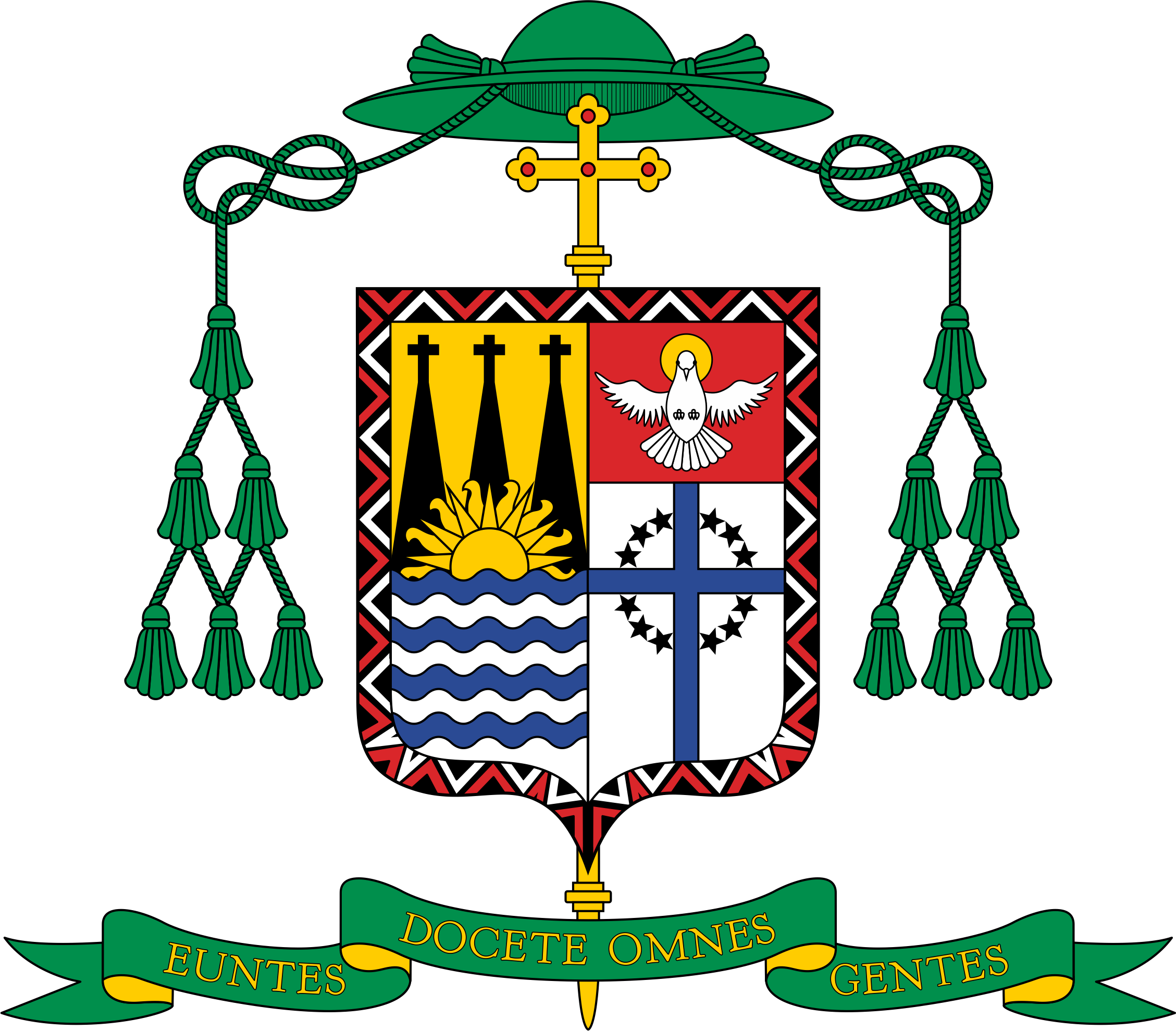
Bischofswappen von Cesare Bonivento PIME

Cesare Bonivento PIME (* 30. September 1940 in Chioggia) ist ein italienischer Ordensgeistlicher und emeritierter römisch-katholischer Bischof von Vanimo.

## Leben
Cesare Bonivento trat der Ordensgemeinschaft des Päpstlichen Instituts für die auswärtigen Missionen bei und empfing am 26. Juni 1965 die Priesterweihe.
Papst Johannes Paul II. ernannte ihn am 21. Dezember 1991 zum Bischof von Vanimo. Der Bischof von Alotau-Sideia, Desmond Charles Moore MSC, spendete ihm am 10. Mai des nächsten Jahres die Bischofsweihe; Mitkonsekratoren waren Erzbischof Giovanni Ceirano, Apostolischer Pro-Nuntius in Papua-Neuguinea und auf den Salomonen, und Benedict To Varpin, Erzbischof von Madang.
Am 5. Februar 2018 nahm Papst Franziskus seinen altersbedingten Rücktritt an.